# Balogh János (pap)
Balogh János (Székelyudvarhely, 1667. szeptember 27. – Siek, 1710. augusztus 14.) jezsuita pap, tábori lelkész.

## Élete
1690-ben lett bölcseletdoktor Nagyszombatban, ahol a jezsuita rendbe lépett; tanított Kassán, Gyöngyösön; majd Bécsben hallgatta a teológiát és mint tábori lelkész működött Erdélyben, ahol Siek (?) várában a beteg katonákat ápolt. Ő is elkapta a pestist és meghalt.

## Munkái
- Opus selectis controversiis… Tirnaviae. 1710